# Карл Фройнд
Карл Фройнд (нім. Karl Freund; 16 січня 1890, Кьоніґінгоф — 3 травня 1969, Санта-Моніка, Каліфорнія, США) — німецький, а потім американський кінооператор і режисер.

## Біографія
Народився у місті Кьоніґінгоф (нім. Königinhof; тепер — Двур-Кралове-над-Лабем, Чехія). Кар'єру в кіно почав у 1905 році помічником кіномеханіка в Берліні. З 1906 року почав працювати в кінокомпанії. Як оператор Карл Фройнд взяв участь у створенні понад сотні кінострічок. Співпрацював з видатними режисерами німецького кіноекспресіонізму — Ф. В. Мурнау, Ф. Лангом.
У 1929 Фройнд переїхав до США, де зняв фільми, що стали класичними, «Дракула» (1931) і «Риф Ларго»(1934). У період з 1921 по 1935 Карл Фройнд і сам ставив фільми як режисер: «Мумія»(1932) з Борисом Карлофф, «Невпевнена леді» (1934) та ін. Його остання режисерська робота — «Шалене кохання»(1935) з Пітером Лорре.
Знявся в невеликій ролі камео у фільмі К. Т. Дреєра «Міхаель» (1924).

## Нагороди
- Премія «Оскар» найкращому оператору (1938) та дві номінації на цю премію (1941).
- У 2012 році на Бульварі зірок[de] у Потсдамі (Берлін) відкрито пам'ятну зірку Карла Фройнда.

## Обрана фільмографія
| Рік       |  | Назва українською                |  | Оригінальна назва                   |  | Режисер                                       |  | Країна/Опис                               |
| --------- |  | -------------------------------- |  | ----------------------------------- |  | --------------------------------------------- |  | ----------------------------------------- |
| 1914      |  | Собака Баскервілів               |  | Der Hund von Baskerville            |  | Рудольф Мейнерт                               |  | Німеччина                                 |
| 1919-1920 |  | Павуки                           |  | Die Spinnen                         |  | Фріц Ланг                                     |  | Веймарська республіка                     |
| 1919      |  | Проституція                      |  | Die Prostitution                    |  | Ріхард Освальд                                |  | Веймарська республіка                     |
| 1919      |  | Хлопчик у блакитному             |  | Der Knabe in Blau                   |  | Ф. В. Мурнау                                  |  | Веймарська республіка                     |
| 1920      |  | Голова Януса                     |  | Der Januskopf                       |  | Ф. В. Мурнау                                  |  | Веймарська республіка                     |
| 1920      |  | Горбань і танцівниця             |  | Der Bucklige und die Tänzerin       |  | Ф. В. Мурнау                                  |  | Веймарська республіка                     |
| 1920      |  | Ґолем, як він прийшов у світ     |  | Der Golem, wie er in die Welt kam   |  | Карл Бьозе, Пауль Вегенер                     |  | Веймарська республіка                     |
| 1922      |  | Палаюча земля                    |  | Der Brennende Acker                 |  | Ф. В. Мурнау                                  |  | Веймарська республіка                     |
| 1922      |  | Лукреція Борджіа                 |  | Lucretia Borgia                     |  | Ріхард Освальд                                |  | Веймарська республіка                     |
| 1924      |  | Міхаель                          |  | Michael                             |  | Карл Теодор Дреєр                             |  | Веймарська республіка                     |
| 1924      |  | Фінанси великого герцога         |  | Die Finanzen des Großherzogs        |  | Ф. В. Мурнау                                  |  | Веймарська республіка                     |
| 1924      |  | Остання людина                   |  | Letzte Mann, Der                    |  | Ф. В. Мурнау                                  |  | Веймарська республіка                     |
| 1925      |  | Вар'єте                          |  | Varieté                             |  | Евальд Андре Дюпон                            |  | Веймарська республіка                     |
| 1925      |  | Тартюф                           |  | Tartuffe                            |  | Ф. В. Мурнау                                  |  | Веймарська республіка                     |
| 1927      |  | Метрополіс                       |  | Metropolis                          |  | Фріц Ланг                                     |  | Веймарська республіка                     |
| 1927      |  | Берлін — симфонія великого міста |  | Berlin – Die Sinfonie der Großstadt |  | Вальтер Руттман                               |  | Веймарська республіка                     |
| 1930      |  | На західному фронті без змін     |  | All Quiet on the Western Front      |  | Льюїс Майлстоун                               |  | США                                       |
| 1930      |  | Лотерея наречених                |  | The Lottery Bride                   |  | Пол Л. Стейн                                  |  | США                                       |
| 1931      |  | Дракула                          |  | Dracula                             |  | Тод Броунінг, Карл Фройнд                     |  | США                                       |
| 1931      |  | Погана сестра                    |  | The Bad Sister                      |  | Гобарт Генлі                                  |  | — співрежисер                             |
| 1932      |  | Мумія                            |  | The Mummy                           |  | Карл Фройнд                                   |  | — режисер                                 |
| 1935      |  | Шалене кохання                   |  | Mad Love                            |  | Карл Фройнд                                   |  | — режисер                                 |
| 1936      |  | Великий Зігфельд                 |  | The Great Ziegfeld                  |  | Роберт З. Леонард                             |  | — у співавторстві                         |
| 1937      |  | Благословенна земля              |  | The Good Earth                      |  | Сідні Франклін, Віктор Флемінг, Густав Махати |  | («Оскар» за найкращу операторську роботу) |
| 1937      |  | Підкорення                       |  | Conquest                            |  | Кларенс Браун, Густав Махати                  |  | США                                       |
| 1940      |  | Гордість і упередження           |  | Pride and Prejudice                 |  | Роберт З. Леонард                             |  | США                                       |
| 1941      |  | Квіти в пилюці                   |  | Blossoms in the Dust                |  | Мервін ЛеРой                                  |  | США                                       |
| 1942      |  | Тортилья-Флет                    |  | Tortilla Flat                       |  | Віктор Флемінг                                |  | США                                       |
| 1944      |  | Сьомий хрест                     |  | The Seventh Cross                   |  | Фред Циннеманн                                |  | США                                       |
| 1945      |  | Худа людина їде додому           |  | The Thin Man Goes Home              |  | Річард Торп                                   |  | США                                       |
| 1945      |  | Без любові                       |  | Without Love                        |  | Гарольд С. Буке                               |  | США                                       |
| 1946      |  | Підводна течія                   |  | Undercurrent                        |  | Вінсент Міннеллі                              |  | США                                       |
| 1948      |  | Риф Ларго                        |  | Key Largo                           |  | Джон Г'юстон                                  |  | США                                       |
| 1949      |  | На південь від Сент-Луїса        |  | South of St. Louis                  |  | Рей Енрайт                                    |  | США                                       |
| 1950      |  | Монтана                          |  | Montana                             |  | Рей Енрайт, Рауль Волш                        |  | США                                       |
| 1953      |  | Я люблю Люсі                     |  | I Love Lucy                         |  | Едвард Седжвік                                |  | США                                       |